# 平山恵
平山 恵（ひらやま めぐみ、1983年11月27日 - ）は、日本の元女子バレーボール選手。

## 来歴
滋賀県大津市出身。小学校3年生の時、母親の勧めでバレーボールを始める。中学時代に県大会で優勝を経験し、高校は宮城県の強豪・古川商業高校（現・古川学園高校）に進学する。2001年第32回春高バレーに出場、準決勝で三田尻女子高校にフルセットの末に惜敗。同年開催のインターハイ、国体では、共に3位という結果を残す。
2002年、JTマーヴェラスに入社。プレーの幅が広く、本来のポジションであるレフトのほか、高いレシーブ力を買われてリベロに起用されることもあった。気持ちを前面に押し出したプレースタイルからチームのムードメーカー的存在の1人であった。
2007年5月開催の黒鷲旗大会を最後にJTを退社した。

## 人物
- 引退後に結婚した夫は当時JTサンダーズの酒井大祐[2]。

## 所属チーム
- 田上小
- 田上中
- 古川商業高等学校（現・古川学園高等学校）
- JTマーヴェラス（2002-2007年）